# Sotteville-sous-le-Val
Sotteville-sous-le-Val è un comune francese di 791 abitanti situato nel dipartimento della Senna Marittima nella regione della Normandia.

## Società

### Evoluzione demografica
Abitanti censiti